# Eleições estaduais na Bahia em 1990
As eleições estaduais na Bahia em 1990 ocorreram em 3 de outubro como parte das eleições gerais no Distrito Federal e em 26 estados. Foram eleitos o governador Antônio Carlos Magalhães, o vice-governador Paulo Souto, o senador Josaphat Marinho, 39 deputados federais e 63 estaduais numa eleição onde o governador foi escolhido em primeiro turno.
Força política surgida na Bahia após as eleições de 1966, quando o governador Lomanto Júnior nomeou o deputado federal Antônio Carlos Magalhães para a prefeitura de Salvador, o carlismo viveu a experiência inédita de ir às urnas como força de oposição aos ocupantes do Palácio de Ondina e para alcançar a vitória ungiu a candidatura de seu líder. Médico formado em 1952 pela Universidade Federal da Bahia, Antônio Carlos Magalhães foi professor da referida instituição antes de estrear na política através da UDN elegendo-se deputado estadual em 1954 permanecendo na legenda até a chegada do bipartidarismo por força do Regime Militar de 1964 quando ingressou na ARENA sendo eleito deputado federal em 1958, 1962 e 1966. Após exercer um mandato como prefeito de Salvador, foi escolhido governador da Bahia em 1970 e oito meses após deixar o poder foi nomeado presidente da Eletrobras no Governo Ernesto Geisel antes de regressar ao governo estadual por via indireta em 1978 e quatro anos depois liderou o PDS na eleição de João Durval, embora tenha liderado seu grupo numa dissidência em favor de Tancredo Neves na sucessão do presidente João Figueiredo. Com a morte de Tancredo Neves o Palácio do Planalto foi confiado a José Sarney e este manteve Antônio Carlos Magalhães no Ministério das Comunicações. Filiado ao PFL, ele foi vitorioso na disputa pelo governo estadual como aliado do presidente Fernando Collor.
Estava em curso o mandato do senador Luís Viana Neto que assumiu devido a morte do pai e essa cadeira foi destinada pelo eleitor ao jurista Josaphat Marinho. Nascido em Ubaíra, trabalhou como advogado após diplomar-se na Universidade Federal da Bahia, onde lecionou. Eleito deputado estadual em 1947 e 1954, passou pela UDN e PL, serviu como Secretário de Justiça e Secretário de Fazenda no governo Juracy Magalhães, afastando-se para assumir o Conselho Nacional do Petróleo por uma decisão do presidente Jânio Quadros. Eleito senador em 1962, ingressou no MDB e fez oposição ao Regime Militar de 1964 embora tenha perdido a reeleição em 1970. De volta ao magistério e à advocacia, foi professor da Universidade de Brasília e somente em 1986 retornou à política como candidato a governador da Bahia pelo PFL sendo derrotado por Waldir Pires.
Por imposição da lei o governador Antônio Carlos Magalhães e o vice-governador Paulo Souto renunciaram para disputar as eleições de 1994 e assim o poder foi entregue ao desembargador Ruy Trindade até a posse de Antônio Imbassahy.

## Resultado da eleição para governador
Conforme o Tribunal Superior Eleitoral, foram apurados 3.239.262 votos nominais (87,74%), 867.417 votos em branco (7,97%) e 625.469 votos nulos (4,29%) resultando no comparecimento de 4.732.158 eleitores.
| Candidatos a governador do estado | Candidatos a vice-governador      | Número | Coligação                                          | Votação   | Percentual |
| --------------------------------- | --------------------------------- | ------ | -------------------------------------------------- | --------- | ---------- |
| Antônio Carlos Magalhães PFL      | Paulo Souto PFL                   | 25     | Vamos Salvar a Bahia (PFL, PDS, PTB, PL, PDC, PST) | 1.642.726 | 50,71%     |
| Roberto Santos PMDB               | Fernando Pires Daltro PMDB        | 15     | Pela Honra da Bahia (PMDB, PSDB)                   | 1.039.875 | 32,10%     |
| Lídice da Mata PCdoB              | Salete Silva PSB                  | 65     | Frente Bahia Popular (PCdoB, PSB, PDT, PCB)        | 308.998   | 9,54%      |
| Luiz Pedro Irujo PRN              | Antônio Olímpio Rhem da Silva PRN | 36     | Nova Bahia (PRN, PSC, PSD, PTR, PTdoB)             | 113.313   | 3,50%      |
| Sérgio Gabrielli PT               | Uderban Santos PT                 | 13     | PT (sem coligação)                                 | 112.233   | 3,47%      |
| Antônio Mendes Filho PMN          | Hermínio Pereira Rocha PMN        | 33     | PMN (sem coligação)                                | 22.127    | 0,68%      |
| Fontes:                           |                                   |        |                                                    |           |            |

## Resultado da eleição para senador
Dados fornecidos pelo Tribunal Superior Eleitoral apontam que os votos válidos somaram 2.403.765 eleitores (50,80%) com 1.742.041 votos em branco (36,81%) e 586.352 votos nulos (12,39%), somando 4.732.158 sufrágios.
| Candidatos a senador da República | Candidatos a suplente de senador                                       | Número | Coligação                                          | Votação   | Percentual |
| --------------------------------- | ---------------------------------------------------------------------- | ------ | -------------------------------------------------- | --------- | ---------- |
| Josaphat Marinho PFL              | Francisco Benjamim PFL Archimedes Franco PFL                           | 251    | Vamos Salvar a Bahia (PFL, PDS, PTB, PL, PDC, PST) | 1.179.585 | 49,07%     |
| Joaci Góes PSDB                   | Evandro de Andrade Guerra - Luiz Gentil Alves de Souza -               | 451    | Pela Honra da Bahia (PMDB, PSDB)                   | 648.732   | 26,99%     |
| Beth Wagner PCB                   | Carlos Maria Schmitt Pabst - Wilson Alves Peixoto -                    | 231    | Frente Bahia Popular (PCdoB, PSB, PDT, PCB)        | 350.218   | 14,57%     |
| Jonas Paulo de Oliveira Neres PT  | José Fidélis Augusto Sarno PT Franklin Carvalho de Oliveira Júnior PT  | 131    | PT (sem coligação)                                 | 88.938    | 3,70%      |
| Silvoney Sales de Almeida PRN     | Joaquim Francisco da Cruz Oliveira PRN Ariovaldo Ferreira de Jesus PRN | 361    | Nova Bahia (PRN, PSC, PSD, PTR, PTdoB)             | 72.588    | 3,02%      |
| Clínio Mayrink PMN                | Domingos Fernando Góes PMN Hélio Sant'Ana Gomes PMN                    | 331    | PMN (sem coligação)                                | 63.704    | 2,65%      |
| Fontes:                           |                                                                        |        |                                                    |           |            |

## Deputados federais eleitos
São relacionados os candidatos eleitos com informações complementares da Câmara dos Deputados.

Representação eleita
  PFL: 11
  PMDB: 8
  PDT: 4
  PDC: 3
  PRN: 3
  PTB: 2
  PSDB: 2
  PT: 2
  PL: 1
  PDS: 1
  PCdoB: 1
  PSB: 1

| Número  | Deputados federais eleitos | Partido | Votação | Percentual | Cidade onde nasceu     | Unidade federativa |
| 1212    | Waldir Pires               | PDT     | 147.689 |            | Acajutiba              | Bahia              |
| 2529    | Luís Eduardo Magalhães     | PFL     | 86.680  |            | Salvador               | Bahia              |
| 2520    | João Alves                 | PFL     | 69.315  |            | Maceió                 | Alagoas            |
| 2523    | Waldeck Ornelas            | PFL     | 50.566  |            | Ipiaú                  | Bahia              |
| 2555    | José Carlos Aleluia        | PFL     | 50.179  |            | Salvador               | Bahia              |
| 1490    | Félix Mendonça             | PTB     | 49.392  |            | Conceição do Almeida   | Bahia              |
| 2502    | Eraldo Tinoco              | PFL     | 46.708  |            | Ipiaú                  | Bahia              |
| 1710    | Sérgio Brito               | PDC     | 43.336  |            | Vitória da Conquista   | Bahia              |
| 2519    | Benito Gama                | PFL     | 42.723  |            | Ituaçu                 | Bahia              |
| 1711    | Jairo Azi                  | PDC     | 41.888  |            | Lamarão                | Bahia              |
| 4569    | Jabes Ribeiro              | PSDB    | 39.019  |            | Itabuna                | Bahia              |
| 1717    | Jonival Lucas              | PDC     | 38.551  |            | Sapeaçu                | Bahia              |
| 3657    | Marcos Medrado             | PRN     | 38.257  |            | Salvador               | Bahia              |
| 1518    | Geddel Vieira Lima         | PMDB    | 36.637  |            | Salvador               | Bahia              |
| 1542    | Nestor Duarte              | PMDB    | 36.421  |            | Salvador               | Bahia              |
| 2211    | Ribeiro Tavares            | PL      | 36.015  |            | Candeal                | Bahia              |
| 1111    | José Lourenço              | PDS     | 35.530  |            | Porto                  | Portugal           |
| 2552    | Jorge Khoury               | PFL     | 33.778  |            | Juazeiro               | Bahia              |
| 1511    | Luís Viana Neto            | PMDB    | 33.114  |            | Salvador               | Bahia              |
| 1509    | Sebastião Ferreira         | PMDB    | 32.457  |            | Barreiras              | Bahia              |
| 2513    | Ângelo Magalhães           | PFL     | 32.122  |            | Salvador               | Bahia              |
| 1598    | Prisco Viana               | PMDB    | 30.071  |            | Caetité                | Bahia              |
| 4529    | Jutahy Júnior              | PSDB    | 29.136  |            | Salvador               | Bahia              |
| 2577    | José Falcão                | PFL     | 28.633  |            | São Gonçalo dos Campos | Bahia              |
| 1537    | João Carlos Bacelar        | PMDB    | 25.386  |            | Entre Rios             | Bahia              |
| 2593    | Leur Lomanto               | PFL     | 25.136  |            | Jequié                 | Bahia              |
| 1565    | Genebaldo Correia          | PMDB    | 24.908  |            | Santo Amaro            | Bahia              |
| 6511    | Haroldo Lima               | PCdoB   | 24.336  |            | Caetité                | Bahia              |
| 2503    | Manoel Castro              | PFL     | 24.104  |            | Salvador               | Bahia              |
| 1501    | João Almeida               | PMDB    | 23.839  |            | Brejões                | Bahia              |
| 4020    | Uldurico Pinto             | PSB     | 22.302  |            | Medeiros Neto          | Bahia              |
| 1433    | Luiz Moreira               | PTB     | 22.057  |            | Jequié                 | Bahia              |
| 1234    | Sergio Gaudenzi            | PDT     | 20.604  |            | Salvador               | Bahia              |
| 3655    | Pedro Irujo                | PRN     | 20.057  |            | Navarra                | Espanha            |
| 3636    | Aroldo Cedraz              | PRN     | 17.421  |            | Valente                | Bahia              |
| 1350    | Alcides Modesto            | PT      | 16.332  |            | Remanso                | Bahia              |
| 1330    | Jaques Wagner              | PT      | 11.916  |            | Rio de Janeiro         | Rio de Janeiro     |
| 1273    | Clóvis Assis               | PDT     | 7.246   |            | Juazeiro               | Bahia              |
| 1295    | Beraldo Boaventura         | PDT     | 6.486   |            | Salvador               | Bahia              |
| Fontes: |                            |         |         |            |                        |                    |

## Deputados estaduais eleitos
A Assembleia Legislativa da Bahia possuía 63 vagas.

Representação eleita
  PFL: 22
  PMDB: 16
  PSDB: 6
  PRN: 6
  PT: 3
  PSB: 3
  PL: 3
  PDT: 2
  PTB: 1
  PCdoB: 1

| Número  | Deputados estaduais eleitos | Partido | Votação | Cidade onde nasceu      | Unidade federativa |
| 22119   | Otto Alencar                | PL      | 35.496  | Ruy Barbosa             | Bahia              |
| 25163   | Robério Nunes               | PFL     | 26.789  | Macaúbas                | Bahia              |
| 25112   | Antônio Imbassahy           | PFL     | 26.645  | Salvador                | Bahia              |
| 15138   | Arthur Maia                 | PMDB    | 25.038  | Salvador                | Bahia              |
| 25104   | Osvaldo Souza               | PFL     | 24.187  | Itiruçu                 | Bahia              |
| 25188   | José Rocha                  | PFL     | 23.978  | Coribe                  | Bahia              |
| 15123   | Hildevaldo Boa Sorte        | PMDB    | 23.668  | Guanambi                | Bahia              |
| 25123   | Margarida Oliveira          | PFL     | 22.763  | Salvador                | Bahia              |
| 15115   | Reinaldo Braga              | PMDB    | 22.761  | Xique-Xique             | Bahia              |
| 25121   | Eliel da Silva Martins      | PFL     | 21.202  | Candeal                 | Bahia              |
| 22222   | Eujácio Simões              | PL      | 20.986  | Itororó                 | Bahia              |
| 25199   | José Carlos Araújo          | PFL     | 20.497  | Salvador                | Bahia              |
| 15142   | Colbert Martins             | PMDB    | 20.136  | Feira de Santana        | Bahia              |
| 65123   | Maria José Rocha            | PCdoB   | 19.802  | Salvador                | Bahia              |
| 15130   | Murilo Leite                | PMDB    | 19.465  | Aracaju                 | Sergipe            |
| 14133   | Zelinda Novaes              | PTB     | 18.739  | Iguaí                   | Bahia              |
| 25170   | José Ronaldo                | PFL     | 18.264  | Paripiranga             | Bahia              |
| 15215   | Raimundo Sobreira           | PMDB    | 18.150  | Várzea Alegre           | Ceará              |
| 25185   | Paulo Magalhães             | PFL     | 17.807  | Salvador                | Bahia              |
| 25110   | Luiz Braga                  | PFL     | 17.690  | Salvador                | Bahia              |
| 25147   | César Borges                | PFL     | 17.675  | Salvador                | Bahia              |
| 25191   | Sérgio Carneiro             | PFL     | 17.616  | Feira de Santana        | Bahia              |
| 15194   | Antônio Honorato            | PMDB    | 17.559  | Salvador                | Bahia              |
| 36125   | Temóteo Brito               | PRN     | 17.446  | Maiquinique             | Bahia              |
| 25181   | José Santana                | PFL     | 17.427  | Campo Formoso           | Bahia              |
| 12111   | Gastão Pedreira             | PDT     | 16.923  | Salvador                | Bahia              |
| 22111   | Luciano Simões              | PL      | 16.767  | Salvador                | Bahia              |
| 15128   | Pedro Alcântara             | PMDB    | 16.754  | Campo Alegre de Lourdes | Bahia              |
| 22110   | Horácio de Matos Neto       | PL      | 16.682  | Piatã                   | Bahia              |
| 15179   | Roland Lavigne              | PMDB    | 15.994  | Una                     | Bahia              |
| 25161   | Emério Resedá               | PFL     | 15.978  | Conceição do Coité      | Bahia              |
| 15190   | Renato Machado              | PMDB    | 15.787  | Medina                  | Minas Gerais       |
| 25183   | Joel Neiva                  | PFL     | 15.654  | Conceição do Almeida    | Bahia              |
| 25114   | Ariston Andrade             | PFL     | 15.634  | Monte Santo             | Bahia              |
| 25108   | Jailton França              | PFL     | 15.337  | Irecê                   | Bahia              |
| 15185   | Cristóvão Ferreira          | PMDB    | 15.272  | Salvador                | Bahia              |
| 15247   | Ewerton Almeida             | PMDB    | 15.100  | Ipiaú                   | Bahia              |
| 15120   | Calmito Fagundes            | PMDB    | 15.096  | Igaporã                 | Bahia              |
| 25158   | Isaac Marambaia             | PFL     | 14.990  | Gandu                   | Bahia              |
| 15112   | Rubem Carneiro              | PMDB    | 14.921  | Serrinha                | Bahia              |
| 25155   | Heraldo Rocha               | PFL     | 14.629  | Itaperuna               | Rio de Janeiro     |
| 15172   | Sebastião Castro            | PMDB    | 14.505  | Ribeira do Pombal       | Bahia              |
| 25187   | Aloísio Andrade             | PFL     | 14.434  | Elísio Medrado          | Bahia              |
| 15229   | Galdino Leite               | PMDB    | 14.007  | Aracaju                 | Sergipe            |
| 40110   | Coriolano Sales             | PSB     | 13.909  | Santa Teresinha         | Bahia              |
| 25166   | Gildásio Penedo             | PFL     | 13.369  | Salvador                | Bahia              |
| 14120   | Paulo Maracajá              | PTB     | 13.289  | Salvador                | Bahia              |
| 45111   | Mário Negromonte            | PSDB    | 13.185  | Recife                  | Pernambuco         |
| 45162   | Marcelo Nilo                | PSDB    | 12.765  | Antas                   | Bahia              |
| 40200   | Ubaldino Júnior             | PSB     | 12.634  | Medeiros Neto           | Bahia              |
| 45131   | Saulo Pedrosa               | PSDB    | 12.440  | Barreiras               | Bahia              |
| 45152   | Carlos Daltro               | PSDB    | 10.132  | Jacobina                | Bahia              |
| 12200   | Jânio Natal                 | PDT     | 9.786   | Belmonte                | Bahia              |
| 36149   | Álvaro Pinheiro             | PRN     | 8.889   | Itanhém                 | Bahia              |
| 36159   | Jonas Alves                 | PRN     | 8.784   | Salvador                | Bahia              |
| 36208   | Jayme Vieira Lima           | PRN     | 8.496   | Itabuna                 | Bahia              |
| 13222   | Edival Passos               | PT      | 8.238   | Boa Nova                | Bahia              |
| 13131   | Geraldo Simões              | PT      | 8.151   | Itabuna                 | Bahia              |
| 45189   | Raimundo Pimenta            | PSDB    | 7.789   | Salvador                | Bahia              |
| 45130   | Rui Ribeiro Rosal           | PSDB    | 7.783   | Remanso                 | Bahia              |
| 36728   | Marcelo Guimarães           | PRN     | 7.152   | Salvador                | Bahia              |
| 13211   | Nelson Pelegrino            | PT      | 6.838   | Salvador                | Bahia              |
| 36201   | Osmar Torres                | PRN     | 6.824   | Campo Grande            | Mato Grosso do Sul |
| Fontes: |                             |         |         |                         |                    |